# 斯普林霍普 (北卡羅萊納州)
斯普林霍普（英語：Spring Hope）是一個位於美國北卡羅萊納州納什縣的城鎮。

## 人口
根據2020年美國人口普查的數據，斯普林霍普的面積為3.92平方千米，皆為陸地。當地共有人口1309人，而人口密度為每平方千米334人。